# Centrodora fuscipennis
Centrodora fuscipennis är en stekelart som först beskrevs av Girault 1913.  Centrodora fuscipennis ingår i släktet Centrodora och familjen växtlussteklar. Inga underarter finns listade.